# Anfós de taques roges
L'anfós de taques roges, mero de taques roges o nero de taques roges (Epinephelus akaara) és una espècie de peix de la família dels serrànids i de l'ordre dels perciformes.

## Morfologia
Els mascles poden assolir els 53 cm de longitud total.

## Distribució geogràfica
Es troba al sud de la Xina, Taiwan, Mar de la Xina Meridional i sud del Japó.